# Love is forever
「Love is forever」（ラブ イズ フォーエバー）は、川瀬智子の「Tommy february6」名義での5枚目のシングル。

## 解説
- 2003年7月16日に、DefSTAR RECORDSからリリースされた。
- 初回仕様は特殊紙ジャケット仕様、2T同時購入応募施策があった。
- 前作に引き続き、サンリオのキャラクター、リトルツインスターズ（キキララ）とのコラボ企画シングルで本作は第2弾。PVやジャケットにも登場している。
- 今作と同時にTommy heavenly6プロジェクトがスタートする。そのため、「Wait till I can dream」が同時発売となった。PVは連動作品となっている。

## 収録曲
全曲作詞：Tommy february6、作曲・編曲：MALIBU CONVERTIBLE。
1. Love is forever
2. ふたりのシーサイド
3. ♥Summer Lemonade Poem♥
4. Love is forever (Original Instrumental)

## 収録アルバム
- 『Tommy airline』（#1、2）
- 『Strawberry Cream Soda Pop “Daydream” 』（#1）